# Taraschina
Taraschina ist die älteste bisher entdeckte menschliche Siedlung im Donaudelta. Sie wird zur Gumelnitza-Kultur gerechnet.

## Lage
Der archäologische Fundstätte Taraschina wurde in die Liste der historischen Denkmäler Rumäniens aufgenommen und befindet sich 4,5 km südwestlich des Dorfes Mila 23 im Kreis Tulcea. Sie ist auf der einen Seite durch einen künstlichen Kanal aus der zweiten Hälfte des 20. Jahrhunderts begrenzt, auf den anderen Seite erstrecken sich Schilfflächen.

## Forschungsstand
Ein Team aus Archäologen und Geografen untersuchte die Wasserniveaus zur Zeit der Bildung des Donaudeltas. Bei Mila 23 vermuteten sie ein trockenes Plateau zwei Meter über dem Meeresspiegel des damals vereinten Schwarzen und Mittelmeeres. Tatsächlich bestätigten Grabungen dort eine sesshafte jungsteinzeitliche Kultur, die Ackerbau, Viehzucht, Töpferei und Metallverarbeitung betrieb. Dank französischer Finanzierung konnten umfassende Grabungen mit professioneller Ausrüstung bis in acht Metern Tiefe durchgeführt werden, wobei auch Spuren späterer hellenistischer und mittelalterlicher Kulturen zutage kamen.
Die Aufgabe der Siedlung in der Mitte des 5. Jahrtausends v. Chr. ist wahrscheinlich vom Meeresspiegelanstieg und der Überflutung großer Flächen verursacht worden.